# (464317) 2016 AN107
(464317) 2016 AN107 es un asteroide perteneciente al cinturón de asteroides, descubierto el 23 de febrero de 2007 por el equipo Spacewatch desde el Observatorio Nacional de Kitt Peak (Arizona, Estados Unidos).